# Абасов, Фаррух Мамед оглы
Фаррух Мамед оглы Абасов — советский хозяйственный и государственный деятель, лауреат Государственной премии СССР за выдающиеся достижения в труде.

## Биография
Родился в 1938 году в селе Юхары-Чароях. Член КПСС с 1962 года.
Окончил отделение плодоовощеводства Кубинского сельскохозяйственного техникума.
В 1959—1964 годах — садовод, в 1964—1991 годах — бригадир садоводческой бригады совхоза-завода имени 50-летия СССР Кубинского района Азербайджанской ССР.
Заслуженный садовод Азербайджанской ССР
За получение высоких и устойчивых урожаев овощей, картофеля, хлопка, винограда, фруктов, чая и бахчевых культур на основе умелого использования техники, улучшения организации работ, повышения культуры земледелия был в составе коллектива удостоен Государственной премии СССР за выдающиеся достижения в труде 1978 года.
Делегат XXVII съезда КПСС.
Жил в Азербайджане.

## Награды
- Орден Трудового Красного Знамени
- Орден Знак Почёта